# Michael Spivak

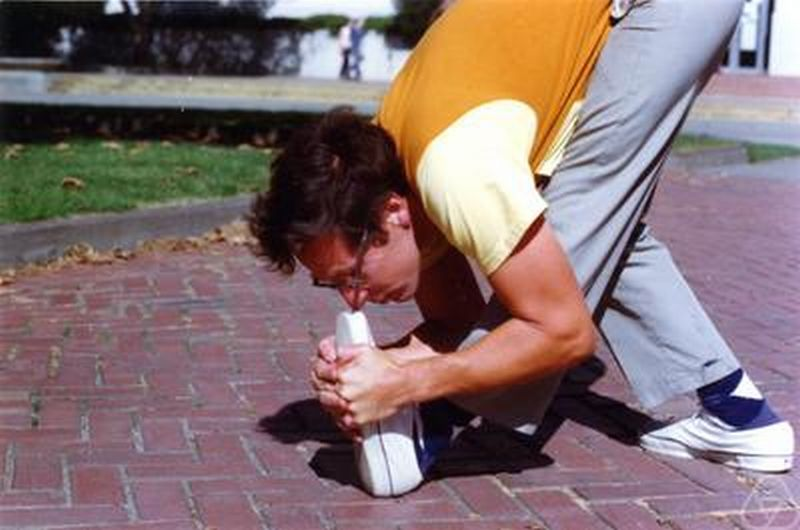
Michael Spivak berührt mit der Nase seinen Schuh (Berkeley 1974)

Michael Spivak (* 25. Mai 1940 in Queens; † 1. Oktober 2020 in Houston) war ein US-amerikanischer Mathematiker, der sich mit Differentialgeometrie und Topologie beschäftigte und in den USA für seine Lehrbücher bekannt ist.

## Leben
Michael David Spivak wurde 1964 bei John Milnor an der Princeton University mit der Dissertation On Spaces Satisfying Poincaré Duality promoviert. Danach war er eine Zeit lang an der Brandeis University. 1968/1969 arbeitete er am Institute for Advanced Study.

## Werk
Spivak ist vor allem für mehrere Lehrbücher bekannt, zunächst die sehr umfangreiche fünfbändige Comprehensive Introduction to Differential Geometry (3. Auflage 1999), in der er auch ausführlich auf historische Bezüge eingeht (Carl Friedrich Gauß, Bernhard Riemann, mit Übersetzung ihrer berühmten Arbeiten) und die in dem von ihm gegründeten Verlag Publish-or-Perish-Press erschien.
Bekannt ist Spivak vor allem für sein viel verwendetes Calculus-Lehrbuch (3. Auflage 1994) sowie sein knappes Buch über Analysis in mehreren Variablen Calculus on Manifolds (1965). Er schrieb auch ein Buch über AMS-TeX (The Joy of TeX: A Gourmet Guide to Typesetting with the AMS-TeX Macro Package 1990) und A Hitchhikers Guide to Calculus (1995).
1985 gewann Spivak den Leroy P. Steele Prize.

## Spivak-Pronomen
Im Vorwort seines Handbuchs The Joy of TeX erklärte Spivak 1983 die von ihm weiterentwickelten Personalpronomen E…Em…Eir…Eirs…Emself, um eine Person unbekannten oder nichtbinären Geschlechts genderneutral beschreiben zu können (als großgeschriebene Verkürzung der beiden Formen he/she „er/sie“). Im Buch selber kommen die Pronomen kaum vor, in anderen seiner Bücher verwendete Spivak diese Pronomen nicht. Diese Formen wurden bekannt als „Spivak-Pronomen“ (spivak pronouns) als Alternative zum singularem they für nichtbinäre Personen.

## Trivia
In manchen Büchern bringt Spivak an versteckter Stelle einen Hinweis auf gelbe Schweine (yellow pigs) und die Zahl „17“ unter.